# Gâteau à la papette
Pour les articles homonymes, voir Papette.
Le gâteau à la papette, parfois surnommé le gâteau noir, est une spécialité pâtissière de la Vallée de Joux dans le canton de Vaud (Suisse).

## Étymologie
Le terme « papette » est un vieux mot de dialecte bourguignon et romand désignant une bouillie ou une soupe épaisse ; en l'occurrence, il désigne la garniture du gâteau.

## Ingrédients
Le gâteau à la papette est constitué d'une pâte brisée remplie d'une préparation de pruneaux et de raisins secs cuits et broyés (la papette). Ces fruits secs étaient jadis les seuls disponibles en hiver dans cette région de montagne au climat rigoureux.

## Aire géographique
Le gâteau à la papette, traditionnellement confectionné dans la vallée de Joux pour être servi comme dessert lors des fêtes familiales, est également commercialisé dans certaines boulangeries-pâtisseries artisanales des environs, comme à Bussy-Chardonney.